# Mercatino Conca
Mercatino Conca település Olaszországban, Marche régióban, Pesaro és Urbino megyében. Lakosainak száma 1033 fő (2023. január 1.). Mercatino Conca Monte Cerignone, Sassocorvaro Auditore, Tavoleto, Monte Grimano, Sassofeltrio és Gemmano községekkel határos.

## Népesség
A település lakossága az elmúlt években az alábbi módon változott:
| Lakosok száma | 1042 | 1038 | 1033 |
|               | 2017 | 2018 | 2023 |